# Gelis pamirensis
Gelis pamirensis är en stekelart som beskrevs av Bogacev 1963. Gelis pamirensis ingår i släktet Gelis och familjen brokparasitsteklar. Inga underarter finns listade i Catalogue of Life.